# 音霊魂子
音霊魂子（おとだま たまこ）は、日本のバーチャルYouTuber。愛称は魂子ちゃん、たまちゃん。所属事務所はviviON。

## 概要
VTuberグループ「あおぎり高校」のメンバーでリーダー的存在。2018年10月27日にデビュー。初投稿で『大乱闘スマッシュブラザーズ』のプレイ動画を投稿して以来、さまざまなゲーム実況動画をあおぎり高校のチャンネルにアップロードしていった。
現在は個人のYouTubeチャンネル「たまこ。Ch./あおぎり高校」において生配信形式での活動を主体としている。YouTubeでの活動の他、「わくわく!VTuberひろば」をはじめとした各種リアルイベントでもファンとの交流を深めている。

### 略歴
2018年10月27日、YouTubeで活動を開始。
2020年2月8日、個人配信用チャンネル「たまこ。Ch./あおぎり高校」を開設。
2021年1月29日、チャンネル登録者数10万人達成。
2022年8月10日、チャンネル登録者数30万人達成。
2023年3月、ライブ配信中に人種差別的な発言を行ったとして問題となる。本人は「差別的意味が含まれていることを知らなかった」と釈明しつつも謝罪し、以後「当面の間活動を自粛する」とした。最終的に同年4月13日、所属事務所のviviONから「プライベートを優先し過ぎ、自制の効かない行動が目立っていた」として無期限活動停止が発表された。
同年7月10日、ライブ配信を行い活動を再開。改めて一連の騒動について謝罪を行った。

## 人物
あおぎり高校3年生（2留）でゲーム部部長。「あおぎり高校ゲーム部」時代から活動しており、最古参。活動初期は控えめな性格だったが、活動を経て徐々に活発な面も見られるようになる。
体重は当初非公開だったが、個人チャンネルでの配信にてリングフィットアドベンチャーをプレイした際、体重を記録するシーンを隠しきれず44kgと公開された。
- 気になっていること：胸の大きさ
- 夢：好きな人と静かに暮らすこと
- 尊敬している人：ヘレンケラー
- 集めているもの：抱き枕
- 休日の過ごし方：ごろごろしている
- 普段食べているもの：ラーメン・モヤシ炒め等簡単に作れるもの・アイス
- 趣味：ラーメン屋巡り・寝ること・食べること
- 嫌いな食べ物：シシャモ

### キャラデザイン
necomiが担当した。ワンピースタイプの制服にモノトーンのコート、三日月の飾りがついたベレー帽という衣装をまとい、前髪で片目が隠れた紫色のショートカットと赤目のビジュアルが特徴的。

### 中の人
魂子のいわゆる「中の人」については、本人がインタビューで「ただの根暗陰キャのクソガキ」と語っている。本人によれば、高校に進学するも「クラスで一人で漫画を読んでいた」とのことで居場所がなくて中退し、以後はバイトしながら通信制の高校に通っていた。元々声を使うことは好きで、バイトの傍らアニメのアテレコ動画などを個人でupしていたところ、その動画を見たあおぎり高校の初代代表から声がかかり、そこからはトントン拍子でVTuberデビューが決まったという。
いわゆるASMR動画に手を出したのも、中の人が元々声フェチだったことが背景にある。ちなみにASMRの台本は全て自分で考えており、好きな少女漫画をベースにしているという。個別の好きな作品としては『君に届け』『桜蘭高校ホスト部』『恋空』『僕の初恋をキミに捧ぐ』『僕は妹に恋をする』の名前を挙げている。
VTuberとしては珍しく、中の人の出身地（島根県）を公開しており、動画でも島根県絡みのネタを多く扱っている。ただ本人としては「たまたま島根から出てきたVTuberであって、島根を背負う気はない」という。

## 主な出演

### MV
- HIMEHINA『V』[10]

## ディスコグラフィ

### 参加作品
| 発売日        | 商品名                                            | 歌 | 楽曲                                | 備考                            |
| ------------- | ------------------------------------------------- | --- | ----------------------------------- | ------------------------------- |
| 2021年12月8日 | e-ma e-maプロジェクト『e-ma e-ma』+ 音霊魂子 Ver. | 月ノ美兎、ミライアカリ、電脳少女シロ、ときのそら、もこ田めめめ、星街すいせい、湊あくあ、花鋏キョウ、音霊魂子 | 「e-ma e-ma（全員合唱ver）」        | UHA味覚糖「e-maのど飴」CMソング |
| 2021年12月8日 | e-ma e-maプロジェクト『e-ma e-ma』+ 音霊魂子 Ver. | 音霊魂子 | 「e-ma e-ma （音霊魂子 ソロVer.）」 | UHA味覚糖「e-maのど飴」CMソング |